# Katastrofa Mi-8 w Tadżykistanie (2010)
Katastrofa śmigłowca Mi-8 w Tadżykistanie – doszło do niej 6 października 2010 w godzinach porannych w rejonie Raszt. W wyniku zderzenia maszyny z ziemią śmierć poniosło 28 osób. Nikt nie przeżył. Na pokładzie wojskowego Mi-8 znajdowało się 7 członków Gwardii Narodowej oraz 21 żołnierzy elitarnego oddziału Alfa. Do tej pory nieznane są przyczyny tragedii. Maszyna wykonywała lot bojowy w ramach prowadzonej operacji zbrojnej przeciwko islamskim radykałom.